# 安田美樹
安田 美樹（やすだ みき、1987年5月3日 - ）は、日本のAV女優。元アリュール所属。

## 略歴・人物
東京都出身。2008年にAVデビュー。

## 出演作品

### アダルトビデオ
2008年
- Can College 27（10月10日、プレステージ）[2][3][4]
- 同性愛発情ナース、美人ドクター院内監禁 アクメ調教レズ開発（11月19日、アンナと花子）[1][3]
- ｢みるみる病院が好きになる! 夜勤看護師が思わずチ○ポを握りたくなる21時からのテクニック｣ Vol.1（11月20日、DANDY）[3][4]
- 派遣社員を休憩時間に呼び出してハメ倒す! 下着から毛とビラビラがハミ出してるよ やめて〜、こんなの聞いてない〜!（11月21日、アテナ映像）※「安田みき」名義[1][3]
- 働くオンナ狩り 【バスガイド編】（12月11日、プレステージ）[3][4]
- HOT TOGETHER!! 04（12月19日、プレステージ）[3][4]
- おはズボッ! 誰だか知らないけどそんなに突いたらおかしくなっちゃう! 素人美女大絶叫スペシャル（12月31日、アテナ映像）[4][5]

2009年
- 草津でつかまえた素人娘と混浴温泉野球拳（1月22日、ナチュラルハイ）※「麻美」名義[4][5]
- 酔娘伝 第二章 酔えば酔うほどエロくなる（2月7日、桃太郎映像出版）オムニバス作品[5]
- 白衣の天使 歯科医・働くセクシー美女 りなちゃん（2月10日、ブリット） [5]
- 現役女子大生ミシュラン 03（2月15日、ドリームチケット）[2][1][5]
- ［新説］ 職業を持つ人妻たち 某民間シンクタンク勤務／茅原 美樹（28）（2月16日、スターゲート）[5]
- 痴漢全裸下車 4（4月4日、ナチュラルハイ）オムニバス作品[4]
- ギャルズトーク 02（4月11日、プレステージ）[2][4]
- 手コキクリニック スペシャル 看護学生実地研修ポリクリ編（6月4日、SODクリエイト）[2][1]
- お姉さんが犯してあげる 47（6月6日（レンタル）／7月10日（セル）、クリスタル映像）[1]
- 会社近くのカフェで働く現役女子大生の可愛いコを発見し、またまた通い詰めてAV出演の交渉に成功しました!（8月6日、V&Rプロダクツ）
- ビジネスホテル流出 心身解放どスケベオナニー（8月15日、スターパラダイス）[2][1]
- 愛人マンション #01（9月20日、スターパラダイス）[要出典]
- アイドルのおシゴト体験ドキュメント 精子バンクぬきとり科（9月25日、アリスJAPAN）

2010年
- 10人姉妹の真ん中に男は僕1人だけ 大家族 岩田家の一週間 〜ボクのビッグダディ(チ○ポ)は休む暇なし! 貧乏だけどタマらん我が家〜 前編（4月6日、ディープス）[2][1]
- 「もう目が離せない!フニャチンから勃起するまでの一部始終を見てしまった看護師に言葉はいらない!」 VOL.1（4月22日、DANDY）
- アナルアクメ耐久Fuck Vol.17（5月1日、プレステージ）[2]
- 10人姉妹の真ん中に男は僕1人だけ! 大家族 岩田家の一週間 〜まだまだ続く痛快オマ○コ性活! ボクのモーレツびんびん物語〜 後編（5月13日、ディープス）[1][2]
- 時間よ止まれ! パート15 〜いつでもどこでもハレンチ天国〜（5月13日、V&Rプロダクツ）[2][1]